# Synaphris schlingeri
Synaphris schlingeri is een spinnensoort uit de familie Synaphridae. De soort komt voor in Madagaskar.